# 181392 Katonajózsef
181392 Katonajózsef è un asteroide della fascia principale. Scoperto nel 2006, presenta un'orbita caratterizzata da un semiasse maggiore pari a 2,796824 UA e da un'eccentricità di 0,084852, inclinata di 13,642394° rispetto all'eclittica.